# Oryginał Laury
Oryginał Laury (ang. The Original of Laura: Dying is Fun) – ostatnia anglojęzyczna powieść Vladimira Nabokova, nieukończona przez autora. Tworzenie utworu przerwała śmierć pisarza w 1977 roku. Gotowe fragmenty tekstu zostały opublikowane po raz pierwszy 32 lata później – w listopadzie 2009 roku.
Przed śmiercią autor prosił żonę Vérę o spalenie rękopisu, rodzina jednak nie spełniła tej prośby. Liczący 138 kart rękopis przechowywany był przez lata w banku w Montreux.
W listopadzie 2008 roku Dmitri Nabokov, syn pisarza, zapowiedział publikację The Original of Laura. Plany te wywołały dyskusję o tym, kto może dysponować twórczością zmarłego pisarza i czy jego życzenie dotyczące zniszczenia powieści powinno być uhonorowane. Po publikacji utwór spotkał się z negatywną reakcją recenzentów, krytykujących publikację dzieła niedokończonego i niedopracowanego przez autora.
Polski przekład utworu autorstwa Leszka Engelkinga ukazał się w maju 2010 roku.

## Okoliczności powstania utworu
W kwietniu 1974 roku Nabokov podpisał umowę z wydawnictwem McGraw-Hill, zgodnie z którą miał w ciągu czterech lat udostępnić sześć książek, w tym jedną nową powieść. Początkowo utwór miał nosić tytuł Dying is Fun, później – A Passing Fashion, a następnie – The Opposite of Laura; Nabokov zmienił tytuł na The Original of Laura w lutym 1976.
Pisanie rozpoczął 10 grudnia 1975 roku i od tego dnia pisał co najmniej trzy strony dziennie. W kwietniu 1976, Nabokov napisał już sto stron utworu (stanowiące, według pisarza, mniej więcej połowę dzieła), który nazywał w skrócie TOOL (pl. "narzędzie", ale też potocznie "penis"); ze skrótu i z samej powieści był bardzo zadowolony, twierdził również, że praca sprawia mu wiele radości. Dalsza praca posuwała się jednak powoli – Nabokov dwukrotnie znalazł się w szpitalu (raz z powodu wstrząsu mózgu, drugi raz za sprawą niezidentyfikowanej infekcji), uprzedzał więc wydawcę, że ukończenie utworu ulegnie prawdopodobnie opóźnieniu do Wielkanocy 1977. Podczas hospitalizacji odczytywał fragmenty utworu pozostałym pacjentom; w ankiecie dla New York Book Review (datowanej na 30 października 1976) twierdził też, że miał halucynacje, w których odczytywał tekst na głos pawiom, gołębiom, swoim zmarłym rodzicom, dwóm cyprysom, grupie młodych pielęgniarek i staremu lekarzowi rodzinnemu.
W listopadzie żona pisarza, Véra, informowała listownie wydawcę, że powieść jest całkowicie obmyślona przez autora, wymaga jedynie spisania. Trzy miesiące później napisała kolejny list, w którym zaznaczała, że mąż co prawda pracuje nad utworem, ale nie jest jeszcze bliski jego ukończenia. W czerwcu 1977 roku pisarz po raz ostatni trafił do szpitala. Zmarł 2 lipca. Jakiś czas wcześniej odbył z Vérą rozmowę, podczas której prosił żonę, żeby spaliła rękopisy The Original of Laura, jeśli przed jego śmiercią utwór nie zostanie dokończony.
Rękopis obejmuje w sumie 138 luźnych kart, czyli ok. 30–50 stron tekstu. Daje to w efekcie dwa całe rozdziały i zbiór nieuporządkowanych fragmentów. Ostatnia zapisana karta zawiera listę synonimów słowa "wymazywać" (efface, expunge, erase, delete, rub out, wipe out, obliterate).
Niektórzy badacze, opierając się na korespondencji Nabokova, twierdzą, że zachowane karty stanowią zarys połowy powieści, nie wiadomo jednak, czy tak jest rzeczywiście, i ile wątków zostałoby w toku pracy pisarza rozbudowanych.

## Okoliczności publikacji
Véra Nabokov nie zdecydowała się spełnić woli męża i spalić rękopis powieści. Według jej syna, Dmitriego Nabokova spowodowane to było słabością, wiekiem i niezmierną miłością. Rękopis został zdeponowany w sejfie banku w Montreux, a o jego położeniu nie wiedział nikt oprócz żony i syna pisarza oraz trzeciej, niezidentyfikowanej osoby. Po śmierci Véry w 1991 roku dysponentem literackiej spuścizny Nabokova został Dmitri Nabokov, on jednak również nie zdecydował się na zniszczenie The Original of Laura.

### Opublikowane fragmenty rękopisu
Rękopis przez lata pozostawał nieupubliczniony. Biograf pisarza, Brian Boyd twierdził, że w 1987 roku uzyskał pozwolenie Véry Nabokov na zapoznanie się z fragmentami The Original of Laura; nie wolno mu jednak było sporządzać notatek, a żona Nabokova była obecna przez cały czas, który Boyd spędził nad rękopisem. Biograf obiecał także, że nie upubliczni żadnych szczegółów na temat treści utworu. Również Laura Delage-Toriel twierdziła, że zapoznała się z rękopisem, opublikowała też artykuł, zawierający przypuszczalny zarys fabuły tego utworu. Zgodnie z nim powieść miała opowiadać o żonie narratora, kobiecie o imieniu Flora, sportretowanej przez swojego kochanka jako tytułowa bohaterka utworu My Laura. Ponadto w latach 90. Dmitri Nabokov odczytał kilka fragmentów w czasie konferencji na Cornell University. W 1999 roku w piśmie "The Nabokovian" ukazały się wyjątki z powieści, a 8 sierpnia 2008 kilka reprodukcji spisanych przez Nabokova kart, ukazało się w niemieckim piśmie "Die Zeit".

### Fałszywe fragmenty
W kwietniu 1998 roku Jeff Edmunds, jeden z redaktorów poświęconej Nabokovowi strony internetowej Zembla, opublikował esej podpisany nazwiskiem nieistniejącego szwajcarskiego uczonego Michela Desommelier pt. The Original of Laura: A First Look at Nabokov's Last Novel. Znalazło się w nim kilka cytatów, pochodzących rzekomo z ostatniej powieści Nabokova, uzyskanych podobno od młodej pielęgniarki, która opiekowała się Nabokovem przed śmiercią. W rzeczywistości fragmenty te zostały napisane przez samego Edmundsa. Mistyfikacja nie została odkryta, do Zembli napłynęło kilka listów od naukowców oburzonych złamaniem praw autorskich Nabokova, poprzez publikowanie fragmentów dzieła, które on sam chciał zniszczyć, Edmundsowi grożono nawet podjęciem kroków prawnych. Ostatecznie jednak Edmunds przyznał się do mistyfikacji i usunął artykuł ze strony. Fałszywe fragmenty przetłumaczył jednak na rosyjski i opublikował w dwóch rosyjskich pismach literackich; dopisał też kolejne 50 stron swojej wersji The Original of Laura, podpisał je jednak już własnym nazwiskiem.

### Problem publikacji
Dmitri Nabokov długo nie mógł zdecydować się na spełnienie woli ojca i spalenie rękopisu The Original of Laura. Z jednej strony czuł, że powinien być posłuszny woli ojca i zniszczyć niedokończone przez niego dzieło, z drugiej zaznaczał, że powieść jest najbardziej skoncentrowanym destylatem z kreatywności Nabokova oraz że byłaby to książka błyskotliwa, oryginalna, potencjalnie radykalna, różniąca się znacznie od jego pozostałej twórczości.
Wielokrotnie zdawało się, że Dmitri Nabokov jest bliski podjęcia decyzji i spalenia rękopisu. Jego korespondent, naukowiec Ron Rosenbaum, twierdzi, że w 2005 roku Dmitri Nabokov był już zdecydowany na zniszczenie powieści, ze względu na krytykę literacką, która doszukiwała się w dziełach jego ojca pierwiastków sensacyjnych i skandalizujących, pochodzących rzekomo z jego biografii i pragnienie, aby uchronić The Original of Laura od tego samego losu.
Ron Rosenbaum, otrzymawszy od syna pisarza e-mail, w którym ten twierdzi, że prawdopodobnie spełni wolę ojca, opublikował apel, w którym prosił Dmitriego Nabokova, aby powstrzymał się od zniszczenia dzieła. W wywiadzie udzielonym internetowemu periodykowi "The Nabokovian" Dmitri stwierdził, że pomimo wątpliwości, nigdy tak naprawdę nie chciał spalić tego rękopisu.
Sprawa powieści i apel Rosenbauma wywołały jednak dyskusję o tym, czy pisarz ma prawo do decydowania o swoim dziele, czy też po jego śmierci staje się ono własnością ludzkości. Jeden ze zwolenników zniszczenia dzieła, Tom Stoppard, twierdził, że Nabokov świadomie wyraził swoje życzenia dotyczące losów utworu i jego spadkobiercy powinni byli zastosować się do nich. Z kolei zwolennicy publikacji, w tym John Banville, wskazywali na przypadek Maxa Broda, który zignorował prośbę Kafki o spalenie jego powieści, tym samym wzbogacając literaturę. Dyskusja na temat losów utworu odbyła się także m.in. w BBC, ABC i w publicznym radiu w USA.
Dmitri Nabokov nie był zadowolony z wzrastającego zainteresowania mediów sprawą The Original of Laura – w e-mailu do Rosenbauma narzekał, że jego ciągłe publikacje o tej powieści skierowały na tę sprawę uwagę mediów, co utrudnia mu życie, a decyzję zamierza podjąć prywatnie i zachować dla siebie. Ostatecznie stwierdził jednak: mój ojciec (...) nie sprzeciwiałby się publikacji "Laury", skoro "Laura" przetrwała już wielki wir czasu i w kwietniu 2008 roku ogłosił, że opublikuje rękopis. Zaznaczył też, że nie ma zamiaru dokańczać powieści – nie wie, które wątki miałyby w niej zostać rozwinięte, uważa też, że po prostu nie ma prawa dopisywać czegokolwiek do utworu. Swoją decyzję uzasadniał tym, że z wypowiedzi Vladimira Nabokova wynikało, iż Laura miała być jednym z jego najważniejszych utworów, i że z pewnością zamierzał ją dokończyć.
Rękopis The Original of Laura ukazał się 17 listopada 2009 roku, równocześnie w Nowym Jorku i Londynie.

### Forma pierwszego wydania anglojęzycznego
Książkę zaprojektował Chip Kidd. Każda strona zawiera reprodukcję ręcznie wypisanej przez Nabokova karty oraz, poniżej, drukowaną wersję tekstu. Ponieważ Nabokov nie pisał chronologicznie i trudno ustalić właściwą kolejność zapisków, brzegi reprodukcji są perforowane, aby czytelnik mógł je łatwo wyrywać i układać w wybranym przez siebie porządku. Ponadto przetranskrybowana część tekstu zachowywała zarówno wszelkie uwagi, poprawki i skreślenia, jakie Nabokov umieszczał na kartach, jak również popełniane przez niego błędy ortograficzne (np. stomack zamiast stomach lub bycycle zamiast bicycle).
Ten sposób wydania był różnie oceniany przez recenzentów – Ted Hamilton z "The Cornell Daily Sun" chwalił umożliwienie odbiorcy samodzielną aranżację kart, a według Alexis Kirschbaum z "The Guardian" wydanie to zapewnia bliski kontakt z autorem i jego procesem twórczym. Natomiast John Banville określił pomysł jako "wątpliwy", argumentując, że przekładanie reprodukcji zaburzy porządek tekstu i spowoduje pozostawienie dziur w stronach książki tam, gdzie znajdowały się jej najważniejsze elementy. Natomiast Christian Bourge z "The Washington Times" uznał, że Nabokov byłby zdegustowany, wiedząc, że ktokolwiek inny może ingerować w strukturę jego powieści.

## Zarys treści
Ponieważ powieść nie została dokończona, trudno dokładnie określić jej fabułę – można jedynie stworzyć jej zarys.
Bohaterką powieści jest 24-letnia Flora, córka fotografa i rosyjskiej tancerki. W wieku 12 lat bohaterka była (być może) molestowana przez jednego z lokatorów domu, w którym mieszkała – Huberta H Huberta. Utwór opowiada m.in. o małżeństwie Flory z Philipem Wildem, bogatym, pulchnym neurologiem. Flora nie jest szczęśliwa w małżeństwie i nie pozostaje wierna mężowi. Jeden z jej kochanków, być może Rosjanin Ivan Vaungh, pisze powieść pt. My Laura, w której Flora występuje pod imieniem "Laura"; powieść ta ma być formą unicestwienia kochanki. Staje się ona bestsellerem.
Nie wiadomo, czy fikcyjna powieść My Laura lub jej fragmenty byłyby zamieszczona wewnątrz dokończonego Oryginału Laury – kilka z urywków utworu Nabokova (m.in. ten o religijności bohaterki) mogłoby na to wskazywać, nie wiadomo tego jednak na pewno.
Drugim wątkiem powieści jest historia samobójstwa, które Philip próbuje dokonać siłą swojego umysłu, poprzez stopniowe wymazywanie swojego ciała; tym samym pragnie zmienić śmierć w akt wolnej woli i osiągnąć radość z umierania.

### Aluzje i nawiązania
Utwór zawierał kilka autotematycznych aluzji, odwołujących się do twórczości Nabokova – imię i nazwisko Ivana Vaungh to być może aluzja do personaliów Vana Veen z powieści Ada albo Żar, postać Huberta H Huberta nawiązuje do Humberta Humberta z utworu Lolita (nie wiadomo jednak na pewno, czy Hubert H Hubert był, podobnie jak Humbert, pedofilem – Flora w ten właśnie sposób odczytuje zachowanie Huberta, jednak według Leszka Engelkinga nie można tego stwierdzić na pewno, a podobieństwo nazwisk może służyć zmyleniu czytelnika i zasugerowaniu mu takiego, nie do końca uprawnionego odczytania), Aurora Lee, pierwsza ukochana Philipa Wilda nawiązuje natomiast do Annabel Leigh, dziecięcej miłości bohatera Lolity.

## Recepcja
Recenzenci utworu doceniali wartość, jaką ma on dla badaczy twórczości Nabokova i jego miłośników, a także to, że The Original of Laura pozwala prześledzić sposób pracy pisarza. Doceniano również literackie piękno niektórych fragmentów powieści, a biograf Nabokova, Brian Boyd, początkowo niechętny publikacji, po przeczytaniu utworu ponownie w 2008 roku uznał, że pomimo fragmentaryczności tekstu, występuje w nim wiele elementów fascynujących i że Nabokov wyczynia z prozą wspaniałe rzeczy.
Występowały też jednak liczne zarzuty wobec publikacji. Recenzenci wskazywali na to, iż ocalonych fragmentów jest niewiele i pozbawione są treści, stanowiąc raczej szkic do utworu lub luźny zbiór notatek, niż powieść lub też, że można rozpoznać w nim opowiadanie, walczące usilnie o zmienienie się w powieść; pojawiały się także opinie, według których będący perfekcjonistą Nabokov, nie chciałby publikacji utworu niedokończonego i niedopracowanego. Według Aleksandra Theroux Oryginał Laury powinien być raczej omawiany na lekcjach etyki, niż literatury; pojawiały się też opinie, że dzieło nigdy nie powinno zostać opublikowane, czy też czytane. Wydawcy zarzucano też, że publikacja utworu nastawiona była wyłącznie na osiągnięcie zysków finansowych.